# Península de Brunswick
La península de Brunswick es una extensa península ubicada al sur de Chile en la Provincia de Magallanes, en la Región de Magallanes y Antártica Chilena. 
Forma parte del sistema de los Andes Patagónicos occidentales, por lo que presenta suelos podsólicos, idóneos para los cultivos. En la actualidad, estos suelos están ocupados por plantas forrajeras para el ganado ovino. En cuanto a sus recursos, aparte del ganado ovino, la península de Brunswinck posee grandes reservas minerales, tanto de carbón como de cobre; en el primer caso, destacan los más de 5000 mantos carboníferos que se hallan bajo su extensa superficie, en tanto que en el segundo cabe citar el yacimiento de Cutter Cove, en la parte suroccidental de la península y la mina Pecket, en operaciones desde 1987. 
Ésta presenta, además, la mayor cantidad de población de la región, debido a que allí se emplaza la ciudad de Punta Arenas, que es la capital regional y por lo tanto concentra el mayor número de industrias manufactureras de la zona, entre las que resaltan las pesqueras (kril) y las dedicadas a la elaboración de productos alimentarios a partir del ganado ovino. Cuenta también con astilleros para la construcción y reparación de buques, principalmente navales, pues esta península bordea el estrecho de Magallanes.